# Мачеськ
Мачеськ (біл. вёска Мачэск) — село в складі Березинського району Мінської області, Білорусь. Село є адміністративним центром Мачеської сільської ради, розташоване в східній частині області.